# Sceau des États fédérés de Micronésie
Le sceau des États fédérés de Micronésie est un symbole officieux des États fédérés de Micronésie. Contrairement au drapeau et à l'hymne national il ne figure pas dans le code des lois des États fédérés de Micronésie.

## Emblème en vigueur
Le sceau actuel prend la forme d'un sceau circulaire figurant en son centre un îlot surmonté d'un palmier. Le palmier fait référence à la production de noix de coco, aliment d'une grande importante dans l'Océan Pacifique. Au-dessus du palmier, quatre étoiles à cinq branches représentent les quatre États fédérés de Micronésie (Chuuk, Kosrae, Pohnpei, Yap). La date de 1979, année d'adoption de la constitution, est disposée sous l'îlot, au-dessous d'un phylactère inscrit de la devise nationale : Peace, Unity, Liberty (en français : Paix, Unité, Liberté). La mention Government of the federated states of Micronesia (en Français: Gouvernement des États Fédérés de Micronésie), encadrée par des cercles de corde, entoure le motif central.

## Emblème passé

Sceau du Haut-commissaire du Territoire sous tutelle des îles du Pacifique

Le sceau des États fédérés de Micronésie s'inspire du sceau du Haut-commissaire du Territoire sous tutelle des îles du Pacifique qui administrait le Territoire sous tutelle des îles du Pacifique avant l'indépendance. Ce sceau montre un palmier et une pirogue de type Va'a. Le drapeau des États fédérés de Micronésie s'inspire également du drapeau du Territoire sous tutelle des îles du Pacifique.